# Sudoeste Amazonense
Sudoeste Amazonense is een van de vier mesoregio's van de Braziliaanse deelstaat Amazonas. Zij grenst aan Colombia in het noordwesten, Peru in het zuidwesten, de deelstaat Acre in het zuiden en de mesoregio's Sul Amazonense in het zuidoosten, Centro Amazonense in het noordoosten en Norte Amazonense in het noorden. De mesoregio heeft een oppervlakte van ca. 335.396 km². Midden 2004 werd het inwoneraantal geschat op 340.030.
Twee microregio's behoren tot deze mesoregio:
- Alto Solimões
- Juruá

Mesoregio's: Centro Amazonense · Norte Amazonense · Sudoeste Amazonense · Sul Amazonense

Microregio's: Alto Solimões · Boca do Acre · Coari · Itacoatiara · Japurá · Juruá · Madeira · Manaus · Parintins · Purus · Rio Negro · Rio Preto da Eva · Tefé